# HMS Mauritius (1939)
HMS Mauritius C80 (Его величества корабль «Мавритиус» — «Маврикий») — британский лёгкий крейсер из числа первой серии крейсеров типа «Краун Колони». Заказан по программе 1937 года и заложен на верфи Swan Hunter в Ньюкасле 13 марта 1938 года. Спущен на воду 19 июля 1939 года. Первый корабль британского флота, получивший такое имя. Введён в строй 14 декабря 1940 года.

## История службы
В декабре 1940 года крейсер, завершивший приёмо-сдаточные испытания, перевели в Скапа-Флоу на Оркнейских островах. 7 января 1941 года корабль был зачислен в 10-ю эскадру крейсеров Home Fleet’а.

### Служба в Восточном флоте
18 января крейсер вышел в качестве эскорта войскового конвоя WS-6B, шедшего из Клайда во Фритаун. В марте, базируясь на Фритаун, крейсер эскортировал конвои SL-68 и SL-69. В апреле крейсер эскортировал конвой SL-70, шедший из Фритауна в Великобританию, после чего был определён в состав 4-й эскадры крейсеров Восточного флота и подготовлен к службе в заграничных водах. Крейсер вышел совместно с линейным крейсером Repulse и крейсером Naiad в качестве охранения войскового конвоя WS-8A. 9 мая конвой прибыл во Фритаун. 14 мая крейсер сопровождал тот же конвой на переходе до мыса Доброй Надежды. 24 мая «Моришес» был заменён в составе эскорта тяжёлым крейсером Hawkins, после чего направился в Коломбо для соединения со своей эскадрой, попутно выполняя роль защитника торгового судоходства в Индийском океане. 20 июня крейсер прибыл в Коломбо и сменил тяжёлый крейсер Shropshire в составе эскадры. Позднее крейсер сопровождал конвой OM-11, направлявшийся в Аден. В июле крейсер выходил в Индийский океан и Бенгальский залив для защиты конвоев и патрулирования. С 1 по 3 августа «Моришес» сопровождал на переходе из Коломбо в Сингапур транспорт Capetown Castle и пароход Empress of Japan из состава войскового конвоя WS-9AX, после чего был сменён лёгким крейсером Durban.
В сентябре крейсер совместно с авианосцем Hermes и крейсерами Enterprise и Hawkins выходил на перехват вишистского конвоя, следовавшего из Сайгона на Мадагаскар. В поисках конвоя также участвовали 2 летающие лодки PBY Catalina из состава RAF, после пропажи одной из них операция была прекращена.
31 октября крейсер вышел из Коломбо в Сингапур в качестве эскорта войскового конвоя WS-11X. В пункт назначения корабль прибыл 6 ноября и там встал на ремонт. 10 декабря, после вторжения японских войск в Малайю, ремонт был приостановлен. В этот же день японская авиация разгромила в Южно-китайском море британское соединение, отправив на дно линейный крейсер Repulse и новейший линкор Prince of Wales. На следующий день, 11 декабря, «Моришес» принял на борт часть спасённых моряков и отправился в метрополию вокруг мыса Доброй Надежды.

### Ремонт в метрополии
В феврале 1942 года крейсер прибыл в Англию, после чего встал в док Девонпорта для завершения ремонта. В ходе ремонта были установлены радары управления огнём главного и вспомогательного калибров, а также 20-мм «эрликоны». В апреле, по окончании ремонта, крейсер прибыл в Скапа-Флоу и вновь был определён в состав 4-й эскадры крейсеров Восточного флота.

### Возвращение на Дальний Восток
11 мая, как и год назад, крейсер вышел из Клайда во Фритаун в составе войскового конвоя WS-19, охраняя последний совместно со вспомогательным крейсером Carnarvon Castle, и эсминцами Belvoir и Hursley. во Фритаун корабли прибыли 22 мая. 26 мая Мавритиус снова вышел в качестве эскорта конвоя WS19 до мыса Доброй Надежды, совместно с эсминцем Hursley и шлюпом Milford. 5 июня корабли эскорта отделились от конвоя, по приходе в Кейптаун. Уже 6 июня крейсер вышел в море для прохождения службы в составе своей эскадры, однако 18 июня снова вошел в состав конвоя WS-19 на переходе от Дурбана до Бомбея, сменив тяжелый крейсер Shropshire. 26 июня он сам, соответственно, был заменен тяжелым крейсером Devonshire. 7 июля крейсер эскортировал войсковой конвой WS-19L, на его переходе из Дурбана в Аден. 14 июля он был заменен тяжелым крейсером Devonshire и ушел в Килиндини.
21 июля Мавритиус вышел в составе Соединения «A» (Force A): линкор Warspite, авианосцы Illustrious и Formidable, крейсером Birmingham, эсминцами Norman, Nizam, Inconstant и голландским Van Galen для демонстрационной операции в Бенгальском заливе (Операция Stab). 23 июля на переходе к Сейшельским островам, к соединение присоединился австралийский эсминец Napier. 28 июля крейсер совместно с Соединением прибыл в Коломбо, после заправки у Сейшел. 30 июля Соединение вышло из Коломбо для прикрытия конвоев, имитирующих высадку. 1 августа британские силы были обнаружены японским самолетом. 2 августа истребитель Martlet с авианосца Formidable сбил японского разведчика, после чего операция была отменена и Соединение вернулось в Тринкомали, после этого крейсер перешел в Килиндини.

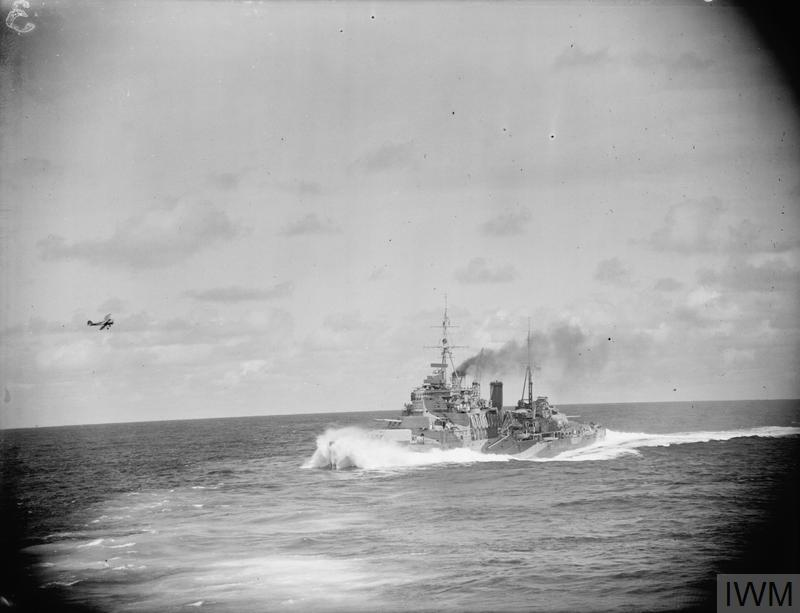
Крейсер Мавритиус в море, сентябрь 1942 года

26 августа крейсер из Килиндини вышел на перехват вишистского парохода Amiral Pierre, который по данным разведки шел с Мадагаскара на Реюньон. Таким образом крейсер не принял участие в британской высадке на Мадагаскаре (Операция Stream). 29 августа крейсер вышел в крейсерство в Индийский океан. 2 сентября после дозаправки на острове, в честь которого он получил своё название, крейсер продолжил крейсировать, однако 4 сентября задание было отменено и он отправился сопровождать конвой US-16 на переходе от Фримантла до Адена. По прибытии конвоя к месту назначения, крейсер перешел в Килиндини.
21 октября Мавритиус, совместно с крейсерами Devonshire и Enterprise был определен для проведения поисков японских судов, развернутых в Индийском океане в качестве судов снабжения подводных лодок или рейдеров (Операция Demcat). 27 октября операция началась совместно с самолетами RAF. 30 октября морская часть операции закончилась и корабль вернулся в Килиндини.
16 ноября крейсер совместно с крейсером Hawkins и вспомогательным крейсером Carthage составили океанский эскорт войскового конвоя WS-23. 17 ноября после разделения конвоя остался с той частью, которая направлялась в Бомбей и получила название WS-23B. 24 ноября, по прибытии в Бомбей крейсер оставил конвой.
После этого крейсер выполнил транспортную миссию из Килиндини на Цейлон, приняв на борт главнокомандующего Восточными Индиями, следующего со встречи с премьер-министром из Лондона.
12 декабря Мавритиус сменил крейсер Frobisher в качестве эскорта конвоя WS-24B следующего из Дурбана в Бомбей и состоящего из войсковых транспортов Stirling Castle и Athlone Castle. 17 декабря оставил конвой, по прибытии в Бомбей.
С 10 по 15 февраля 1943 года крейсер в составе Соединения «A1» из линкоров Revenge, Resolution и Warspite и 6 эсминцев сопровождал войсковой конвой ANZAC, возвращающего войска из Суэца в Австралию (Операция Pamphlet). Конвой состоял из лайнеров Queen Mary, Aquitania, Ile de France, Nieuw Amsterdam и Queen of Bermuda.
С марта по апрель крейсер патрулировал в Индийском океане. В мае крейсер был определен для службы на Средиземноморском театре и переведен в состав 15-й эскадры крейсеров. В июне он совершил переход в Александрию через Красное море. При переходе через Суэцкий канал крейсер получил повреждение при посадке на мель. По приходе в Александрию крейсер встал на ремонт, в ходе которого на нём была усилена мелкокалиберная зенитная артиллерия. По окончании ремонта, в июле, крейсер присоединился к своей новой эскадре.

### Служба на Средиземном море
7 июля крейсер совместно с крейсерами Newfoundland, Uganda и Orion в сопровождении 6 эсминцев отплыл из Александрии для проведения операции по высадке на Сицилию (операция Husky). 9 июля крейсер соединился с крейсерами Carlisle, Colombo и Delhi образовав Восточное соединение поддержки. Тогда же у Мальты, крейсер повредил киль. 10 июля крейсер поддерживал высадку юго-западнее Сиракуз, 11 июля поддерживал отражение немецкой контр-атаки на плацдарм. 12 июля крейсер принял с борта поврежденного эсминца Eskimo, контр-адмирала Трубриджа (флагмана соединения), чтобы передать его на эсминец Exmoor. 14 июля крейсер обстреливал береговую батарею в Лентини, в бухте Катания. 23 июля в Агусте крейсер подвергся воздушной атаке, тогда же на него был перенесен флаг командующего с крейсера Newfoundland, получившего повреждения.
6 августа Мавритиус вошел в состав Соединения «K» (Force K) на Мальте, состоящее из крейсеров Orion и Uganda. 12 августа крейсер обстреливал Рипосто совместно с эсминцами Nubian и Tartar. После этого, совместно с крейсером Uganda провели набеговую операцию у побережья Кротоне.
2 сентября Мавритиус, совместно с линкорами Valiant и Warspite, крейсером Orion, мониторами Abercrombie, Roberts, эсминцами и речными канонерсками лодками провели обстрел побережья Калабрии, перед высадкой союзников на материковой Италии (операция Baytown). 3 сентября в паре с крейсером Orion провел артиллерийскую поддержку во время высадки, совместно с мониторами Erebus, Abercrombie и Roberts. 7 сентября совместно с крейсерами Orion, Uganda и эсминцами эскортировал конвой в Салерно. 9 сентября входил в состав северного соединения атаки (TF-85) во время высадки в Салерно (операция Avalanche). 10 сентября крейсер осуществлял непрерывную поддержку огнём британских войск на плацдарме. В тот же день он подвергся воздушным атакам с применением планирующих бомб и бомб FX-1400. 17 сентября крейсер был заменен крейсером Sirius. Крейсер оставался в центральном Средиземноморье. 5 октября он выходил из Салерно к Таранто для учений. В течение ноября крейсер осуществлял военную поддержку и сопровождение конвоев.
В декабре Мавритиус был переведен в Гибралтар. 24 декабря совместно с крейсером Gambia, он выходил на поиски немецких блокадопрорывателей в Бискайский залив (операция Stonewall). По завершении операции, крейсер в январе 1944 года зашел в Плимут, а позже вернулся в Гибралтар. 15 января крейсер совместно с 3 эсминцами эскортировал линкор King George V из Гибралтара в Скапа-Флоу, после чего вернулся на Средиземное море.
30 января крейсер прибыл в Неаполь для огневой поддержки высадки в Анцио (операция Shingle). В феврале крейсер производил ротацию по службе с крейсерами Dido, Delhi, Phoebe, Orion, Penelope (позже потоплен), и американскими крейсерами Brooklyn и Philadelphia. 15 марта крейсер обстреливал цели вдоль западного побережья Италии, поддерживая войска, после чего снова приступил к коновйной службе в Западном Средиземноморье.

### В составе Home Fleet’а
В апреле крейсер был переведен в состав Home Fleet’а и совершил переход в метрополию. Крейсер планировался в качестве флагманского корабля Соединения «D» поддержки высадки в Нормандии. Он встал на ремонт в Чатеме, в ходе которого было демонтировано авиационное оборудование, добавлен радар надводного обнаружения Type 273, радар воздушного обнаружения Type 279 был заменен на Type 281. 26 мая он вышел на учения в Клайд с другими кораблями Соединения «D»: линкоры Warspite, Ramillies, крейсера Arethusa, Danae и польский крейсер Dragon. 2 июня Мавритиус вышел из Клайда совместно с Соединением «D» в составе конвоя S6 под эскортом эсминцев Saumarez и Swift, норвежских эсминцев Stord и Svenner, фрегатов Rowley и Holmes. 5 июня Канал пересек монитор Roberts, присоединившись к Соединению «D» для поддержки высадки на пляж Sword. 6 июня корабли Соединения обстреливали батареи в Ульгате и Мервиле (Штурм Мервильской батареи). 8 июня по окончании обстрела крейсер присоединился к Восточному соединению кораблей. 13 июня крейсер слегка был поврежден огнём батарей.
4 июля крейсер снова проводил огневую поддержку наземных операций. 11 июля совместно с монитором Roberts обстреливал вражеские позиции у Кана. 17 и 18 июля крейсер повторил обстрелы.
5 августа крейсер был направлен в Бискайский залив для перехвата вражеских судов, проводящих эвакуацию войск. 14 августа во время патрулирования у Ле-Сабль-д’Олона в Составе Соединения 27, совместно с эсминцем Ursa и канадским эсминцем Iroquois перехватил немецкий конвой и повредили миноносец T24 и два судна под его сопровождением. Позже перехватили каботажный пароход, который выбросился на берег. 15 августа Соединение 27 перехватило другой конвой из 2 тральщиков и 2 торговых судов, в итоге потопив 1 тральщик. 22 августа Соединение 27 оказалось под огнём с берега в районе Жиронды. 25 августа те же корабли у Audieme Bay перехватили очередной конвой и потопили патрульные суда V702, V717, V720, V729 и V730. 28 августа операция прекратилась, когда немцы объявили французскому сопротивлению о выводе войск из Бретани. Крейсер вернулся в Девонпорт. 1 сентября он встал там на ремонт.
В октябре крейсер был переведен в 10-ю эскадру крейсеров. 16 октября он эскортировал линкор King George V из Плимута в Скапа-Флоу. 26 октября совместно с 6 флотилией эсминцев эскортировал авианосец Implacable. В ходе этого рейда были повреждены 2 парома около Будё, патрульное судно V5722 и плавучую базу Karl Mayer в Рёрвике, тральщик M433 и 2 парохода в Кристиансунне. Также в Северном море была повреждена, а позже потоплена бомбардировщиком подводная лодка U-1060 (операция Athletic). В ноябре крейсер продолжал службы в 10-й эскадре крейсеров.
В декабре крейсер выходил с кораблями флота на перехват немецких эсминцев у Алесунда, но безуспешно. 28 января 1945 года, Мавритиус, совместно с крейсером Diadem перехватил 2 немецких эсминца, следующих из Бергена в Балтийское море. В ходе боя был поврежден эсминец Z-31, крейсер получил попадание от ответного огня. Вражеские эсминцы позже достигли Киля.
25 февраля крейсер в Биркенхеде встал на ремонт, который продлился до конца августа, тем самым крейсер участия в войне уже не принимал.